# Parapsychological Association

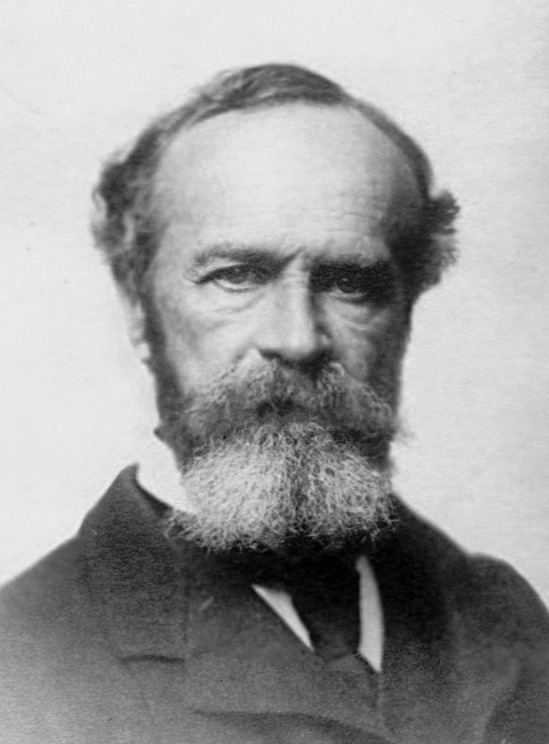
O psicólogo e filósofo William James (1842–1910) foi um dos primeiros pesquisadores psíquicos.

A Parapsychological Association (PA) foi criada em 1957 como uma sociedade profissional de  parapsicólogos seguindo a iniciativa de Joseph B. Rhine. Seu propósito tem sido "o avanço da parapsicologia como ciência, para disseminar o conhecimento do campo e integrar as descobertas com outros ramos da ciência." As atividades da associação são divulgadas no  Journal of Parapsychology e no  Journal of the American Society for Psychical Research.
Em 1969 a Parapsychological Association se tornou afiliada da American Association for the Advancement of Science.

## História
A PA foi criada em  Durham, North Carolina, em 19 de junho de 1957. Sua formação foi proposta por  Rhine, então Diretor do Duke Parapsychology Laboratory na Duke University, em um Workshop in Parapsychology que lá aconteceu. Usando a oportunidade oferecida por uma grande representação do campo, Rhine propôs que o grupo formasse o núcleo de uma sociedade profissional internacional em parapsicologia.
Seu primeiro  presidente foi R. A. McConnell, na época pertencente ao departamento de biofísica da University of Pittsburgh. O primeiro vice-presidente foi Gertrude R. Schmeidler,  do departamento de psicologia da City College of New York. Rhea White foi nomeada  tesoureiro. Quatro outros foram eleitos para o conselho da PA, num total de sete: Margaret Anderson, Remi J. Cadoret, Karlis Osis e W. G. Roll. A renomada antropóloga Margaret Mead foi uma das cofundadoras que apoiaram a criação da PA.

## Atividades
Em 1969 a associação se afiliou formalmente  com a American Association for the Advancement of Science (AAAS). O trabalho da associação é relatado no Journal of Parapsychology e no Journal of the American Society for Psychical Research.
O atual presidente da PA é o psicólogo clínico estadunidense James C. Carpenter.

## Críticas
A associação tem vários críticos, incluindo o físico John Archibald Wheeler, que tentou expulsar a PA da  AAAS em 1979. Sua tentativa falhou porque Wheeler afirmou incorretamente que J. B. Rhine tinha cometido fraude quando era estudante. Ele foi obrigado a se retratar em uma carta à revista Science.